# Clinton J. Hill
Ne pas confondre avec Clint Hill (1978-), un footballeur anglais.
Pour les articles homonymes, voir Hill.
Clinton J. Hill, ou Clint Hill, né le 4 janvier 1932 à Larimore dans le Dakota du Nord et mort le 21 février 2025, est un agent du Secret Service américain. Il est chargé d'assurer la protection de Jacqueline Kennedy dans le cortège présidentiel lors de l'assassinat de John F. Kennedy le 22 novembre 1963 à Dallas.

## Biographie
Clint Hill est né à Larimore, Dakota du Nord. Il est placé dans un orphelinat de Fargo avant d'être adopté à trois mois par Chris et Jennie Hill à Washburn. En 1951, il obtient un diplôme d'Histoire à l'université d'État du Minnesota (Moorhead).
En 1958, après ses études, Hill entre au Bureau des services secrets de Denver. Après l'élection de John F. Kennedy en tant que président des États-Unis, Hill est chargé de protéger la First Lady, Jacqueline Kennedy.

## Évènement du 22 novembre 1963
Le 22 novembre 1963 à 12h30 lorsque se produisent les premiers coups de feu sur Dealey Plaza, lors de l'assassinat de John F. Kennedy, Clint Hill se trouvait sur le marchepied avant gauche de la Cadillac décapotable noire de 1955 du Secret Service dont le nom de code était Halfback qui suivait la limousine présidentielle. Dans cette Cadillac, se trouvaient 8 agents et 2 assistants présidentiels. Au cours du déplacement du cortège présidentiel depuis l'aéroport de Love Field où l'avion présidentiel, Air Force One, a atterri, le président demande de s'arrêter dans le centre-ville de Dallas, l'agent Hill se place alors à quatre reprises sur un marchepied de la voiture du président. 
C'est en descendant la route d'Elm Street, après que la limousine a pris le virage à 120°, que Clint Hill, qui observe les passants dans le parc présents dans Dealey Plaza, entend alors le premier coup de feu et porte son regard sur la limousine présidentielle. Il détecte que le président s'agrippe alors à lui même et glisse en avant vers la gauche.
Clint Hill qui se trouve sur le marchepied gauche de la voiture qui suit celle de Kennedy, se précipite en parcourant les quelques mètres qui séparent la voiture suiveuse pour tenter de s'accrocher au marchepied arrière gauche de la Limousine présidentielle et de protéger le couple présidentiel. C'est au moment où il parvient à atteindre l'arrière de la limousine présidentielle qu'il entend un second coup de feu et voit le président, touché à la tête, s'effondrer à l'intérieur du véhicule sur la gauche.
Au même instant, la limousine présidentielle accélère, ce qui l'oblige, accroché à la poignée, à courir derrière la limousine sur quelques mètres avant de parvenir à grimper sur le coffre (action visible sur le film d'Abraham Zapruder). Il aide Mme Kennedy à retourner à sa place après que celle-ci est allée chercher sur le coffre de la limousine un morceau du crâne de son époux. 
Parvenu à monter sur le capot de la Lincoln, pour aider à revenir dans la voiture et protéger Jackie Kennedy et le président de son corps en se mettant au dessus d'eux, il entend cette dernière crier : « They shot his head off », soit « Ils lui ont tiré dans la tête ». Il crie en parallèle au conducteur de la limousine : « À l'hôpital, à l'hôpital !».
C'est à ce moment-là que le photographe Ike Altgens prend un cliché de la limousine, montrant Clint Hill grimper derrière la Première dame qui se trouvait sur le coffre du véhicule, alors que le chauffeur accélère vers le Parkland Memorial Hospital. 
Placé sur le haut du coffre de la limousine Lincoln, Clint Hill décrit alors la scène qu'il voit sous ses yeux : 
« The right rear portion of his head was missing. It was lying in the rear seat of the car. His brain was exposed. There was blood and bits of brain all over the entire rear portion of the car. Mrs. Kennedy was completely covered with blood. There was so much blood you could not tell if there had been any other wound or not, except for the one large gaping wound in the right rear portion of the head. »
soit : 
« La partie arrière droite de sa tête manquait. Il gisait sur le siège arrière de la voiture. Son cerveau a été exposé. Il y avait du sang et des morceaux de cervelle sur toute la partie arrière de la voiture. Mme Kennedy était complètement couverte de sang. Il y avait tellement de sang qu'on ne pouvait pas dire s'il y avait eu une autre blessure ou non, à l'exception de la seule grande blessure béante dans la partie arrière droite de la tête. »
Arrivé au Parkland Memorial Hospital moins de 10 minutes après les tirs, il couvre de sa veste le haut du corps du président avant que celui-ci ne soit pris en charge par les médecins de l'équipe d'urgence qui conduisent le couple présidentiel et également celui du gouverneur vers les Trauma Room 1 et 2. 
Il est amené à la suite de ces évènements à témoigner lors de l'enquête de la Commission Warren. 
Clint Hill dira plus tard à la Commission Warren que la Première dame « tendait la main vers quelque chose qui était sur le pare-chocs arrière » de la limousine — décrit ensuite comme étant des morceaux de la tête explosée du président. Jackie Kennedy témoignera ne pas se souvenir des évènements juste après le tir à la tête et notamment les photos la montrant monter sur le coffre de la limousine présidentielle.  
Clint Hill, qui fut le seul à réagir parmi les gardes du corps, le 22 novembre 1963, fut décoré pour son action avec également Rufus Youngblood, le garde du corps du Vice président Lyndon B. Johnson qui se plaqua sur lui lors des tirs dans le cortège présidentiel. 
Depuis le décès de l'épouse du gouverneur Connally, Nelly Connally en 2006, il était la dernière personne en vie présent dans la limousine présidentielle le 22 novembre 1963.

## Fin de carrière
Après l'assassinat, Hill est resté assigné à la protection de Jackie Kennedy et de ses enfants. En 1964, quand Lyndon B. Johnson est élu président, Hill est chargé de le protéger à la Maison-Blanche. En 1967, Hill devient responsable de la protection présidentielle. Lorsque Richard Nixon devient président, Hill est chargé de la protection du vice-président Spiro Agnew. À la fin de sa carrière, Hill devient directeur adjoint du Secret Service pour toute protection, avant de prendre sa retraite en 1975.

## Média
En 1993, le film Dans la ligne de mire s'inspire de son histoire pour son personnage principal joué par Clint Eastwood. 
En 2016, il apparaît également dans le film Jackie de Pablo Larraín, où il est joué par David Caves.